# 阿爾斯特蘇格蘭語
阿爾斯特蘇格蘭語（英語：或Ulster-Scots，阿爾斯特蘇格蘭語：Ulstèr-Scotch）指的是在愛爾蘭阿爾斯特省境內所說的一種低地蘇格蘭語方言。一些區分方法把帶著阿爾斯特蘇格蘭語口音的標準英語也算在內。阿爾斯特蘇格蘭語受到了愛爾蘭英語，特別是中阿爾斯特英語和阿爾斯特愛爾蘭語的影響。因為受英語和愛爾蘭語的影響不同，其可分為偏向英語的或偏向愛爾蘭語的阿爾斯特蘇格蘭語。
17世紀早期蘇格蘭移民將低地蘇格蘭語帶到了阿爾斯特地區，而阿爾斯特地區最早的低地蘇格蘭語書寫歷史也只能追溯到這個時期。到20世紀末，阿爾斯特地區的低地蘇格蘭語書寫開始與蘇格蘭本地發生區分。新的拼字法便被創造出來了。

## 名稱
阿爾斯特蘇格蘭語在英語中曾被書寫為“Scotch-Irish”，但現在通常寫作“Ulster Scots”。說這種語言的人通常稱其為“Braid Scots”、“Scotch”、或“hamely tongue”。1980年代起，一個新詞“Ullans”開始普及，這個詞是由“Ulster”和“Lallans”（蘇格蘭語“蘇格蘭低地”）組合而成的，但同時也是“Ulster-Scots language in literature and native speech”的首字母縮寫。但也有人使用老式的“Ulstèr-Scotch”。間或有人使用“Hiberno-Scots”，但這個詞一般指的是阿爾斯特蘇格蘭人。

## 法律地位
阿爾斯特蘇格蘭語於1999年3月8日英愛雙方就建立執行機關協議中被釐定爲如下：
應理解爲北愛爾蘭與多尼戈爾郡部分地方傳統使用的一種蘇格蘭語。
北愛1999年北南合作（執行機關）令將協議全文於其附表一實施。
英國政府回應歐洲區域或少數民族語言憲章聲明如下：
聯合王國根據憲章第2條第一項承認蘇格蘭語和阿爾斯特蘇格蘭語符合憲章關於憲章第二部對於地區或少數民族語言的定義，特此聲明。
這種承認相比對於愛爾蘭語寫進憲章的承諾，其中引用了第三部的實質條款以保育和推廣愛爾蘭語，有明顯分別。

## 外部連結
- BBC Ulster-Scots （页面存档备份，存于）
- BBC A Kist o Wurds （页面存档备份，存于）
- BBC Robin's Readings （页面存档备份，存于）
- The Ulster-Scots Language Society. （页面存档备份，存于）
- Pronunciation of Ulster Scots. （页面存档备份，存于）
- Aw Ae Oo (Scots in Scotland and Ulster) （页面存档备份，存于） and Aw Ae Wey (Written Scots in Scotland and Ulster) （页面存档备份，存于）
- Listen to an Ulster Scots accent. （页面存档备份，存于）
- 'Hover & Hear' Ulster Scots pronunciations, and compare with other accents from the UK and around the World.
- Language, Identity and Politics in Northern Ireland. （页面存档备份，存于）
- Public policy and Scots in Northern Ireland. （页面存档备份，存于）
- Ulster Scots voices (BBC site) （页面存档备份，存于）
- Ulster-Scots Online. （页面存档备份，存于）
- Website promoting Ullans to the Gaelic community of Ireland. （页面存档备份，存于）